# Cause of Death
Cause of Death ist das zweite Studioalbum der US-amerikanischen Death-Metal-Band Obituary. Es erschien im September 1990 bei Roadrunner Records. Es gilt als Klassiker in der Geschichte des Death Metals.

## Entstehung und Stil
Die Entstehung von Cause of Death wurde durch den Wechsel an der Leadgitarre von Allen West zu James Murphy beeinflusst. Er brachte einen an seine vorige Band Death angelehnten Gitarrenstil mit ein. Das Songwriting wurde im Gegensatz zum Vorgänger etwas progressiver. Mit Circle of the Tyrants wurde ein Cover von Celtic Frost eingespielt. Erstmals war auch Frank Watkins am Bass zu hören. Das von Michael Whelan gestaltete Cover war zunächst für Sepulturas Beneath the Remains vorgesehen, doch das Label Roadrunner Records gab Obituary den Vorzug, obgleich Cause of Death ein Jahr später erschien als Beneath the Remains. Sepultura wählten dann eine weitere Whelan-Illustration aus.

## Rezeption
Frank Albrecht vergab im Magazin Rock Hard „8,5 bluttriefende Punkte“: „John Tardy kotzt seine Vocals genauso wie auf dem Vinylerstling, die Produktion ist ultrabrutal, und die Tracks sind für Death-Metal-Verhältnisse erstaunlich abwechslungsreich.“ Er nannte die Platte „ein neues Kult-Album für Death-Metaller“.  Jason Birchmeier von Allmusic beschrieb den Klang von Cause of Death als etwas schlechter als auf Slowly We Rot. Das Album sei „großartig“ für seine Zeit. „Remember, this is 1990 -- still way at the dawn of death metal. And though Obituary would make big strides forward with The End Complete in a year and a half, Cause of Death is nonetheless an intriguing album, especially from a historical perspective.“ Er vergab 3,5 von fünf Sternen.
Tom Lubowski attestierte dem Album im Metal Hammer anlässlich des 30-jährigen Jubiläums von Cause of Death eine "merklich progressivere, aber nicht minder gewalttätige Marschrichtung". Trotz des Besetzungswechsels im Vergleich zum Vorgänger handle es sich um ein "vor Blut nur so triefendes Album, das ganz im Zeichen von Obituarys Brutalo-Image" stünde.

## Titelliste
1. "Infected" (Peres/D. Tardy/J. Tardy) – 5:34
2. "Body Bag" (Peres/D. Tardy/J. Tardy) – 5:49
3. "Chopped in Half" (Peres/D. Tardy/J. Tardy) – 3:43
4. "Circle of the Tyrants" (Cover von Celtic Frost) – (T. G. Warrior) – 3:36
5. "Dying" (Obituary/Peres) – 4:29
6. "Find the Arise" (Peres/D. Tardy/J. Tardy) – 2:51
7. "Cause of Death" (Peres/West/J. Tardy) – 5:38
8. "Memories Remain" (Peres/D. Tardy/J. Tardy) – 3:44
9. "Turned Inside Out" (Peres/D. Tardy/J. Tardy) – 4:50